# Cabaraya
Cabaraya, a veces llamado Cabaray, es un estratovolcán de la Cordillera Occidental de Bolivia, ubicado en la región del Altiplano. Se encuentra a una altitud de 5.869 m s. n. m., con una prominencia de 1.589 metros. Se encuentra entre los volcanes Isluga y Tata Sabaya, inmediatamente al este de la frontera con Chile, y 30 km al noroeste del salar de Coipasa. Administrativamente se encuentra entre los municipios de Sabaya y La Rivera, en las provincias de Sabaya y Mejillones respectivamente, en el departamento de Oruro.
Es considerado un pico ultraprominente, debido a su prominencia mayor a 1.500 metros.